# Shaman's Tears
Shaman's Tears est un comic book créé par Mike Grell et publié par Image Comics en 1993.

## Historique
En 1992, Image Comics vient d'être fondé par sept auteurs, Todd McFarlane, Jim Lee, Erik Larsen, Rob Liefeld, Marc Silvestri, Whilce Portacio (qui renonce rapidement pour raisons personnelles) et Jim Valentino. Après avoir lancé leurs séries, ils sont prêts à accueillir de nouveaux auteurs pour développer la maison d'édition. Todd McFarlane propose à Mike Grell, remarqué pour son travail chez DC Comics sur Warlord et Green Arrow, de créer une série qui serait publiée par Image. Attiré par la culture amérindienne, Grell crée le personnage de Joshua Brand, alias Stalking Wolf, le héros de Shaman's Tears. Joshua Brand est un métis, amérindien et irlandais, qui se sent rejeté par les deux mondes. Lors d'une cérémonie mystique il acquiert des pouvoirs surhumains accordés par une déesse de la terre. Après les deux premiers épisodes, la série connaît un hiatus, à la suite de désaccords entre Image et Grell. Après quelques mois, la parution reprend jusqu'au douzième numéro. Un numéro zéro, qui sert de préquel, est ensuite publié. Une mini-série de quatre numéros, intitulée Bar Sinister mettant en scène un groupe de mutants apparus dans les premiers épisodes de la série est aussi publiée.